# Ruth Ndulu Maingi
Ruth Ndulu Maingi (Machakos, 22 de mayo de 1983) es una actriz keniana. Es conocida por sus papeles en las películas 18 Hours, The Distant Boat y Midlife Crisis.

## Biografía
Maingi nació el 22 de mayo de 1983 en Machakos, Kenia como la cuarta de seis hermanos. Asistió a la escuela secundaria Kathiani y la escuela primaria musulmana del municipio en Machakos. Completó un diploma en seguros después de la escuela secundaria.

## Carrera
Comenzó su carrera como bailarina, pero luego se cambió a las artes escénicas para seguir una carrera asistiendo a la Escuela Nacional de Artes Escénicas del Teatro de Kenia durante dos años. En 2007, se unió a Kigezi Ndoto Musical Theatre Performances. Luego, en 2008, se mudó a India y se unió al grupo Sauti Kimya y Githaa.
En 2011 debutó en cine en la película El mariscal de Finlandia. El mismo año, fue seleccionada para un papel principal en la serie de televisión Lies that Bind. En la serie, interpretó el papel de 'Salomé', la tercera esposa y verdadero amor de Richard Juma. Posteriormente, en 2013, protagonizó el popular drama suajili Mama Duka. Por su papel, más tarde fue honrada en los Africa Magic Viewers Choice Awards 2014.
También desempeñó el papel de entrenadora en la serie de televisión The Team, con Media Focus on Africa producida por Dreamcatcher. En 2014, protagonizó dos películas: The Next East African Film Maker y Orphan. En el 2018 debutó en Nollywood con la película Family First dirigida por Lancelot Imasuen.

## Filmografía
| Año  | Título                 | Rol           | Tipo                | Ref.  |
| ---- | ---------------------- | ------------- | ------------------- | ----- |
| 2012 | The Marshal of Finland | Maria         | Película            |       |
| 2013 | Mama Duka              | Mama Duka     | serie de televisión |       |
| 2013 | The Distant Boat       | Ruth Malombe  | Película            |       |
| 2015 | Fundi-Mentals          |               | Película            | [ 5 ] |
| 2017 | 18 Hours               |               | Película            |       |
| 2018 | Family First           |               | Película            | [ 6 ] |
| 2019 | The System             | Rachel        | serie de televisión |       |
| 2020 | Lies that Bind         | Salome        | serie de televisión |       |
| 2020 | Midlife Crisis         | Gigi, Stylist | Película            |       |